# 西日本旅客鉄道岡山支社

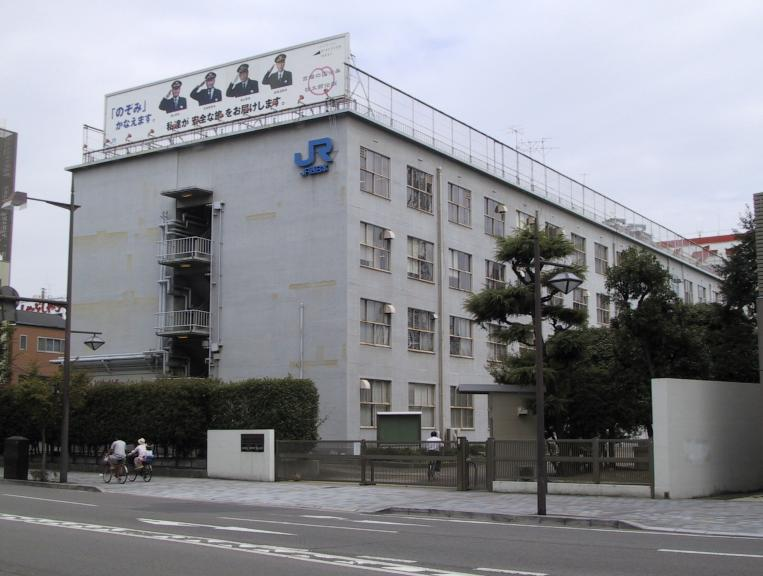
岡山支社の庁舎

西日本旅客鉄道岡山支社（にしにほんりょかくてつどうおかやまししゃ）は、岡山県岡山市北区駅前町二丁目にある西日本旅客鉄道（JR西日本）の支社の一つである。かつての日本国有鉄道（国鉄）岡山鉄道管理局を継承している。現在は中国統括本部の下部組織。

## 沿革
- 1950年（昭和25年）8月1日：岡山鉄道管理局発足。
- 1987年（昭和62年）4月1日：岡山鉄道管理局を継承し、西日本旅客鉄道 岡山支社が発足。
- 1988年（昭和63年）
  - 3月13日：山陽新幹線に新尾道駅が開業[1]。
  - 3月20日：本四備讃線 茶屋町駅 - 児島駅間開業[1]。
  - 4月10日：本四備讃線 児島駅 - 宇多津駅間が開業し[1]、四国旅客鉄道と直通運転を開始。
- 1991年（平成3年）4月1日：因美線 美作河井駅 - 東津山駅間が米子支社から移管される。芸備線 備後落合駅（構内を除く） - 塩町駅間を広島支社へ移管する[2][3]。
- 1996年（平成8年）
  - 7月21日：山陽本線に東尾道駅が開業[1]。
  - 12月1日：津山線の高速化事業が完成。
- 1999年（平成11年）
  - 1月11日：井原鉄道井原線が開業し、福塩線への片乗り入れを開始。清音駅 - 総社駅間は第二種鉄道事業者として伯備線と施設共有とする。
  - 10月2日：因美線 土師駅 - 美作河井駅間が米子支社から移管される。
- 2002年（平成14年）4月：福塩線 府中駅（構内除く） - 塩町駅間を広島支社へ移管する[4]。
- 2005年（平成17年）10月1日：山陽本線に北長瀬駅が開業[1]。
- 2006年（平成18年）6月23日：岡山新幹線運転所が博多総合車両所岡山支所に改称され、福岡支社に移管される。
- 2007年（平成19年）
  - 7月1日：岡山支社管内の新幹線現業機関が、同日より発足した新幹線管理本部（現：新幹線鉄道事業本部）に移管される（エリア内の駅の管理は継続）。
  - 9月1日：一部の線区・区間でICカード「ICOCA」の利用エリアになる[5][6]。
- 2008年（平成20年）3月15日：山陽本線に西川原駅（西川原・就実駅）が開業[1]。
- 2009年（平成21年）1月25日：宇野線 備中箕島駅 - 久々原駅間が複線化[7]。
- 2016年（平成28年）
  - 3月26日：岡山駅・福山駅を起点とする路線において路線記号・ラインカラーを導入[8]。また、宇野線に「宇野みなと線」、吉備線に「桃太郎線」の愛称名がつけられる[8]。
  - 5月12日：山陽本線 上郡駅 - 三原駅間（両駅構内を除く）において列車集中制御装置（CTC）の運用を開始[9]。
- 2020年（令和2年）
  - 4月1日：改正健康増進法により、岡山支社管内が全面禁煙となる[10][11][12]。
  - 山陽本線、伯備線、赤穂線、宇野線、本四備讃線、吉備線に駅ナンバーを導入し、使用を開始（10月3日時点）。津山線への導入については未定。
- 2022年（令和4年）
  - 10月1日：中国統括本部発足に伴い、地域との窓口機能を担う部署以外の業務を中国統括本部に移管し、現在の190人規模から20人規模に体制を大幅縮小。合わせて管轄地域を岡山県内のみに縮小[13]。

## 管轄対象駅
岡山県全域を管轄している。中国統括本部発足以前の旧岡山支社時代には、旧吉備国の大部分、すなわち広島県東部（旧備後国の大部分）と因幡国の鳥取県八頭郡智頭町も管轄していた。そのため、JR西日本では当支社が管轄するエリアを「岡山・福山エリア」と定義していた。中国統括本部の発足後は、下記以外に広島支社・山陰支社に移管された区間も中国統括本部が担当する運行・営業・広報での区分ではエリアとしての扱いを継続しつつも、営業面で「岡山・備後エリア」と称する事例もある。また、福山駅・尾道駅での多客時の接客応援要員など、広島支社・山陰支社の旧岡山支社管轄区間での業務を岡山支社・中国統括本部の兼務社員が行うことがある。
路線
JR西日本では、営業キロ上での支社境界を駅で区切っているため、該当停車場（駅・信号場など）を境界駅として扱う。なお、◇が付いた路線は全線が管理区間内に入っている路線である。
| 路線名     | 区間                                  | 営業キロ | 駅数   | 備考                                                                                                |
| ---------- | ------------------------------------- | -------- | ------ | --------------------------------------------------------------------------------------------------- |
| 山陽本線   | 上郡駅 - 笠岡駅（上郡駅構内除く）     | 97.5km   | 21     | |
| 姫新線     | 上月駅 - 新見駅（上月駅構内除く）     | 107.2km  | 22     | |
| 赤穂線     | 寒河駅 - 東岡山駅                     | 37.8km   | 12     | |
| ◇津山線    | 岡山駅 - 津山駅                       | 58.7km   | 15     | |
| ◇吉備線    | 岡山駅 - 総社駅                       | 20.4km   | 8      | |
| ◇宇野線    | 岡山駅 - 茶屋町駅 - 宇野駅            | 32.8km   | 14     | 「宇野みなと線」としては岡山駅 - 茶屋町駅 - 宇野駅 「瀬戸大橋線」としては岡山駅 - 茶屋町駅 - 児島駅 |
| 本四備讃線 | 茶屋町駅 - 児島駅                     | 12.9km   | 4      | 「宇野みなと線」としては岡山駅 - 茶屋町駅 - 宇野駅 「瀬戸大橋線」としては岡山駅 - 茶屋町駅 - 児島駅 |
| 伯備線     | 倉敷駅 - 新郷駅                       | 82.8km   | 17     | |
| 芸備線     | 備中神代駅 - 東城駅（東城駅構内除く） | 18.8km   | 4      | |
| 因美線     | 東津山駅 - 那岐駅（那岐駅構内除く）   | 32.3km   | 6      | |
| 山陽新幹線 | （岡山駅・新倉敷駅）                  | -        | 0（2） | 駅業務のみを担当。その他の業務は山陽新幹線統括本部が担当している。                                  |
| 合計       | 合計                                  | 501.2km  | 123    | |

駅数についての注釈
1. ↑  伯備線と接続する新見駅は含まない。
2. ↑  山陽本線と接続する東岡山駅は含まない。
3. ↑  山陽本線と接続する岡山駅、姫新線と接続する津山駅は含まない。
4. ↑  山陽本線と接続する岡山駅、伯備線と接続する総社駅は含まない。
5. ↑  山陽本線と接続する岡山駅は含まない。
6. ↑  宇野線と接続する茶屋町駅は含まない。
7. ↑  山陽本線と接続する倉敷駅は含まない。
8. ↑  伯備線と接続する備中神代駅は含まない。
9. ↑  姫新線と接続する東津山駅は含まない。
10. ↑  カッコ内は在来線併設駅を含めた駅数。

2016年春に開催された「晴れの国おかやまデスティネーションキャンペーン」に合わせて、山陽本線（三石 - 岡山 - 福山 - 糸崎）、赤穂線（寒河 - 東岡山 - 岡山）、伯備線（岡山 - 倉敷 - 新見）、宇野線、本四備讃線（岡山 - 茶屋町 - 児島）、吉備線、津山線、福塩線（福山 - 府中）において路線記号の導入、および同区間のラインカラーの更新が行われ、旅客案内用に幅広く使用される。姫新線、因美線、芸備線、伯備線新見以北は導入対象外とされたが、このうち因美線全線と伯備線新見以北へは別途米子支社主導で路線記号とラインカラーが導入されることになった（いずれも岡山・米子支社を通じて全区間同一のラインカラーを使用）。また、運賃表を路線記号・新ラインカラー入りに更新した駅では、赤穂線播州赤穂 - 寒河間を寒河 - 東岡山（岡山）間と、山陽本線上郡 - 三石間を三石 - 岡山間と、山陽本線糸崎 - 白市間を白市 - 広島間と、呉線全区間を広 - 海田市（広島）間と、福塩線全区間を福山 - 府中間と、芸備線全区間を狩留家 - 広島間と、姫新線全区間を姫路 - 上月間と同じラインカラーと路線記号で表記している。またそれ以外の広島支社・近畿統括本部（赤穂線播州赤穂 - 寒河間を除く）・米子支社管内各線は該当するラインカラーと路線記号で、JR四国管内はすべて灰色で表記している。
なお、国鉄時代の岡山鉄道管理局の管轄は岡山支社のそれと以下の点が相違する。
- 因美線：全線（東津山駅を除く）が米子局管内。
- 赤穂線：備前福河駅は岡山局。
- 福塩線：全線が岡山局管内。
- 芸備線：塩町駅以東が岡山局管内。

## 管理駅
JR西日本では、主要駅に駅長を配置してその駅を管理駅とし、更に管理駅に次ぐ拠点駅（主に終日営業の駅や運転関係で重要な駅）にも地区駅長（部内的には管理駅の助役）を配置している（鉄道部の管理下に置かれている線区にも管理駅と地区駅がある）。岡山支社直轄の管理駅とその管轄範囲は次の通り。
| 管理駅   | 管轄駅                                                                                 |
| -------- | -------------------------------------------------------------------------------------- |
| 岡山駅   | 岡山駅 - 庭瀬駅間、大元駅 - 久々原駅間、法界院駅 - 福渡駅間、備前三門駅 - 備中高松駅間 |
| 東岡山駅 | 三石駅 - 西川原駅間、寒河駅 - 大多羅駅間                                               |
| 倉敷駅   | 中庄 - 鴨方駅間、清音 - 備中高梁駅間、足守 - 東総社駅間                                |
| 児島駅   | 茶屋町駅 - 宇野駅間、植松駅 - 児島駅間                                                 |
| 津山駅   | 津山口駅 - 神目駅間、美作土居駅 - 中国勝山駅間、土師駅 - 高野駅間                      |
| 新見駅   | 月田駅 - 岩山駅間、木野山駅 - 新郷駅間、坂根駅 - 備後落合駅間                          |
| 福山駅   | 里庄 - 備後赤坂駅間、備後本庄 - 府中駅間、新尾道駅                                     |
| 尾道駅   | 松永 - 糸崎駅間                                                                        |

以前は北長瀬駅・庭瀬駅は倉敷駅（中庄駅）の、大元 - 久々原間各駅は児島駅の、伯備線清音 - 備中広瀬間各駅と吉備線各駅は新見駅（総社駅）の管轄だったが、岡山近郊で行政区域と管轄範囲を原則一致させる岡山支社の方針から、北長瀬駅・庭瀬駅は2010年頃に（時期不明）、大元 - 久々原間各駅は2012年までに（時期不明）、伯備線清音 - 備中広瀬間各駅と吉備線各駅は備中鉄道部廃止時に管理範囲を変更した（総社駅は倉敷駅傘下の地区駅に変更）。

## 鉄道部・地域鉄道部

### 廃止された鉄道部
- 津山鉄道部 - 2008年6月1日廃止、支社直轄に移行。
- 備中鉄道部 - 2008年6月1日廃止、支社直轄に移行。
- 府中鉄道部 - 2008年6月1日廃止、せとうち地域鉄道部へ併合。
- せとうち地域鉄道部 - 2017年6月1日廃止、支社直轄へ移行。
  - 新倉敷駅を境に、福山方が同鉄道部管理、岡山方が支社直轄という組織構成になっていた。

## 乗務員区所

### 運転士
- 岡山運転区
- 津山運転区

### 車掌
- 岡山車掌区

### 運転士・車掌
- 新見列車区
- 福山列車区（せとうち地域鉄道部せとうち乗務員センターからの改組。福山駅構内。）

## 管内の車両について
車両の塗色については115系の西日本共通色や117系の快速「サンライナー」塗装で分けられていたが、2009年12月から広島支社と同様に、営業車両の外板色を原則として電車は濃黄色、気動車は国鉄末期の標準色と同じ朱色5号の一色塗りに順次変更されることになった。これは、支社保有車両のイメージ統一を目的としたものと発表されている。なお、ステンレス車両のキハ120形・213系・223系は対象外である。
また、2021年11月18日本支社公式Twitterより、2023年以降に227系の新型車両が導入される事が明らかになっている。
2022年2月27日には岡山支社の公式Twitterにて2023年春に新型車両の導入が予定されている事が明らかになっている。

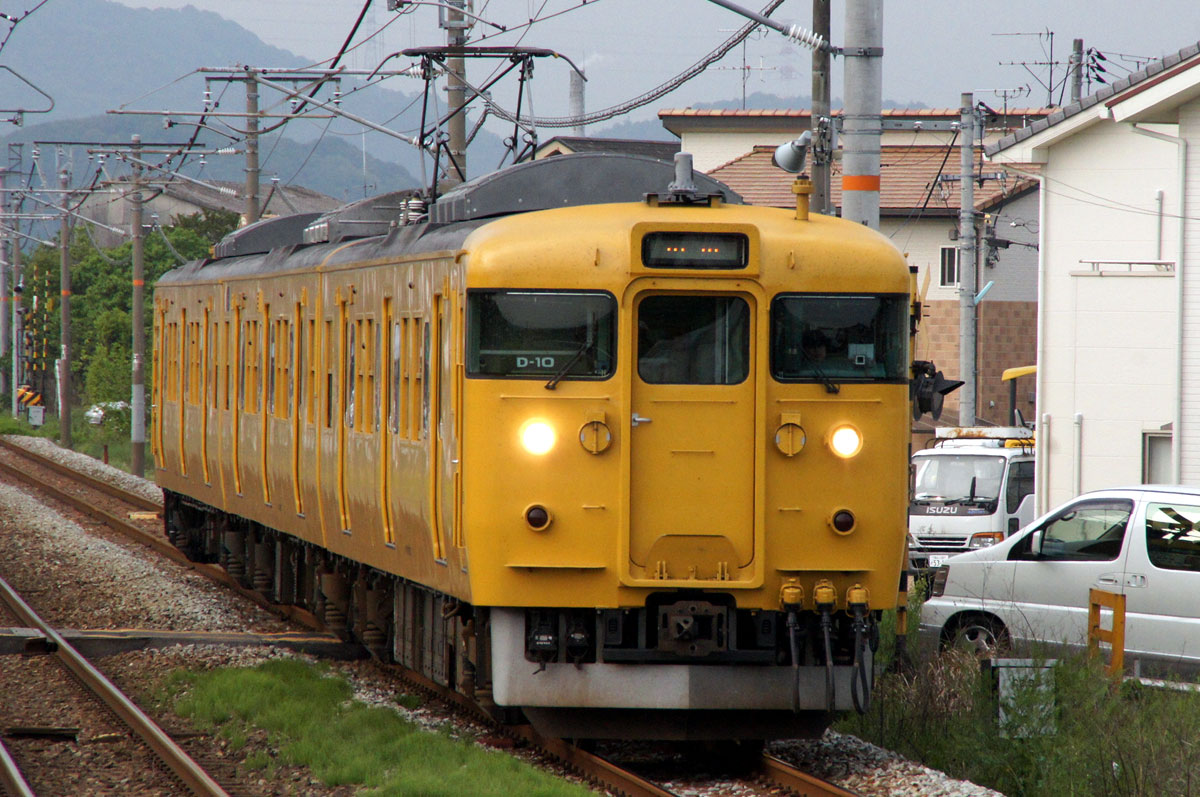
地域統一塗装（岡山地区の一部の電車）
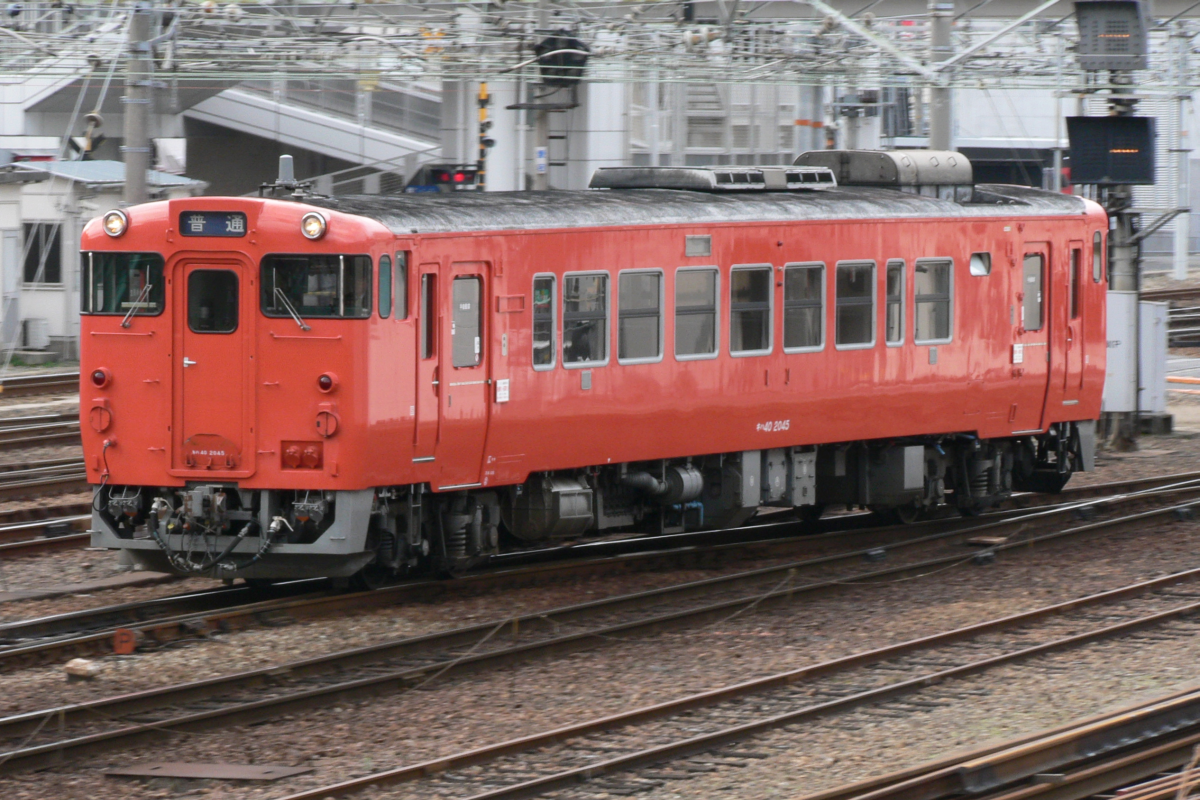
地域統一塗装（岡山地区の一部の気動車）

## キャラクター
この支社には、クマをモチーフにした「くまなく」と、猫をモチーフにした「たびにゃん」の2名のマスコットキャラクターがいる。

## 株式会社の設立
2003年11月26日、瀬戸大橋線の備中箕島駅 - 茶屋町駅間の複線化事業と茶屋町駅 - 児島駅間の曲線改良事業を目的とした、瀬戸大橋高速鉄道保有が設立された。事業は2009年で終了している。